# Jorge González (cantante)
Jorge González González, noto anche semplicemente Jorge (Villarejo de Salvanés, 22 settembre 1988), è un cantante spagnolo con origini romaní.

## Biografia
È salito alla ribalta nel 2006, quando ha preso parte alla quinta edizione del talent show spagnolo Operación Triunfo su Telecinco, raggiungendo l'ottava posizione prima di essere eliminato. Dopo l'esperienza del talent, González ha firmato un contratto discografico con l'etichetta Vale Music, con la quale ha pubblicato il suo album di debutto Dikélame, dal quale viene estratto il singolo Xikila baila. L'album raggiunge la 31ª posizione nella classifica spagnola e viene promosso attraverso una tournée nazionale.
Il secondo album, dal titolo Vengo a enamorarte, è stato pubblicato nel 2009. Nello stesso anno González ha preso a Eurovisión 2009: El retorno, il processo di selezione nazionale per la scelta del rappresentante spagnolo all'Eurovision Song Contest di Mosca.
Nel 2018 ha partecipato alla 59ª edizione del Festival di Viña del Mar in Cile con il brano Tu boquita, mentre nell'estate dello stesso anno ha preso parte al festival del Cervo d'oro di Brașov con il brano Tonight.
Nel 2020 Jorge González è stato confermato come concorrente all'ottava edizione di Tu cara me suena, vincendo l'edizione con il 36% dei voti da parte del televoto nella finale.
Nel 2022 ha debuttato come attore teatrale entrando a far parte del cast del musical La Cage aux Folles, nel ruolo di Jacob.
Nel novembre 2023 è stata annunciata la sua partecipazione al Benidorm Fest 2024, festival che ha decretato il rappresentante spagnolo all'annuale Eurovision Song Contest.

## Discografia

### Album in studio
- 2007 – Dikélame
- 2009 – Vengo a enamorarte
- 2010 – Noches de eros (con Anabel Dueñas)

### EP
- 2022 – Intimo

### Singoli
- 2010 – Amada mía
- 2010 – Fuego en el fuego
- 2012 – Por tu amor (con Martta)
- 2012 – Desde el cielo (con Juan Martinez)
- 2014 – Aunque se acabe el mundo
- 2015 – Ruido
- 2016 – Me iré
- 2016 – Tu boquita
- 2018 – Esta noche
- 2019 – León
- 2020 – Por besarte
- 2021 – Hasta que llueva
- 2022 – Cuando tú estás (con Entrelazados)
- 2023 – Agüita (con Soraya)
- 2024 – Caliente
- 2024 – Patrà

#### Come featuring
- 2015 – Disco Night (Juan Chousa feat. Jorge González)